# Ferrovia Rapperswil-Ziegelbrücke
La ferrovia Rapperswil-Ziegelbrücke è una linea ferroviaria a scartamento normale della Svizzera.

## Storia
Il 1º settembre 1853 si costituì la Schweizerische Südostbahn (SOB) per la costruzione di una linea ferroviaria attraverso le Alpi orientali dal lago di Costanza al lago Maggiore attraverso la valle del Reno e il passo del Lucomagno, nonché di una diramazione da Sargans a Rapperswil.

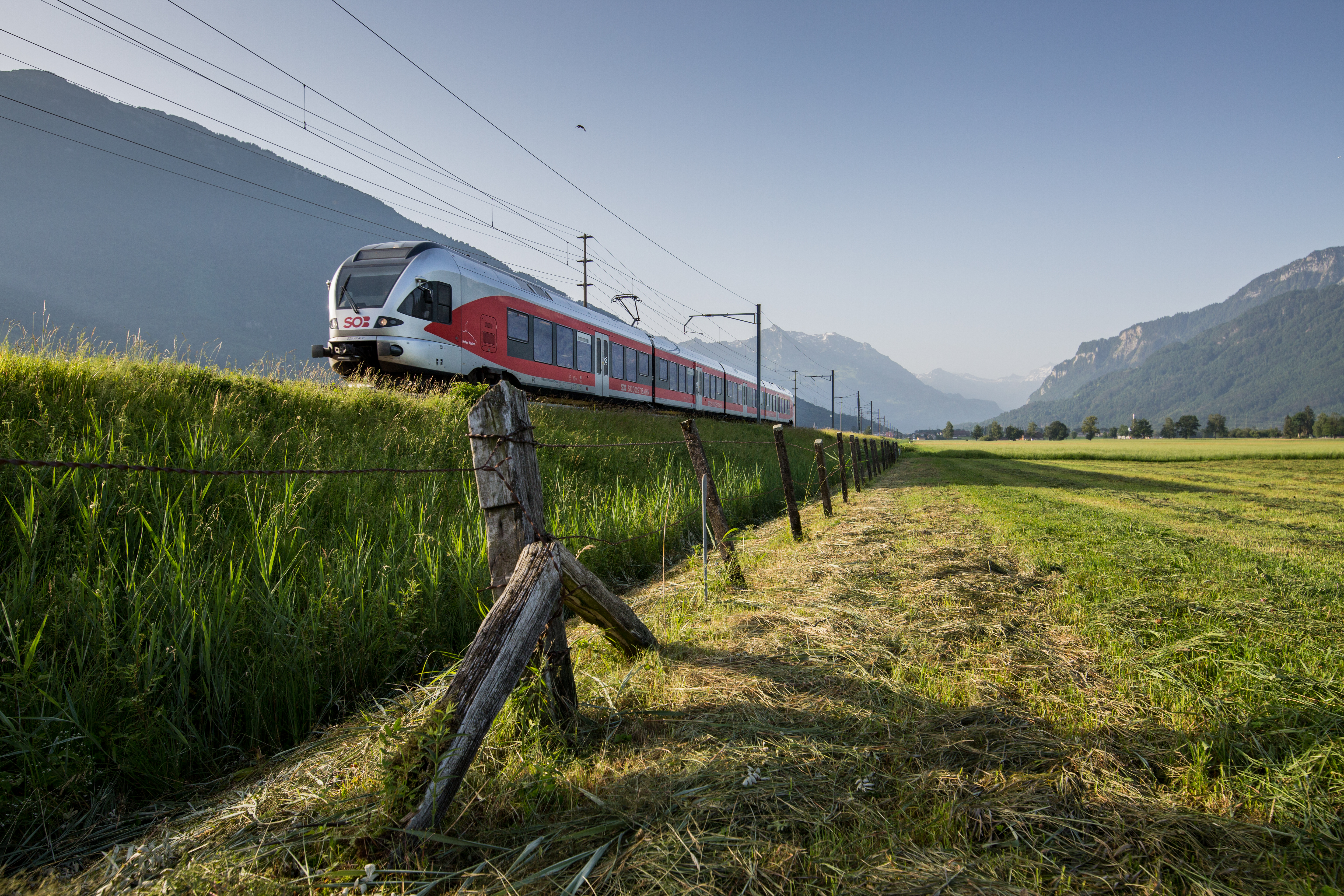
Uno Stadler FLIRT della SOB nei pressi della stazione di Schänis nel 2019.

In preda a difficoltà finanziarie dopo aver iniziato i lavori delle proprie linee, il 1º maggio 1857 la SOB si fuse con la St.Gallisch-Appenzellischen Eisenbahngesellschaft (SGAE) e la Glatthalbahn (GlTB) formando le Ferrovie Svizzere Unite (VSB), che aprirono all'esercizio il 15 febbraio 1859 la tratta Rapperswil-Ziegelbrücke, contemporaneamente alle linee Ziegelbrücke-Weesen, Sargans-Murg e Weesen-Glarona).
La VSB venne nazionalizzata il 1º luglio 1902: le sue linee entrarono a far parte delle Ferrovie Federali Svizzere (FFS).
Il 7 maggio 1927 venne elettrificata la tratta Rapperswil-Uznach, come conseguenza di un incidente avvenuto l'anno precedente nella galleria del Ricken (sulla linea tra Uznach e Wattwil): un convoglio era rimasto fermo nella galleria a causa di un guasto, causando la morte per asfissia dei membri dell'equipaggio e di alcuni soccorritori. Il resto della linea fu elettrificata il 15 maggio 1933 (insieme alle linee Delémont-Delle e Ziegelbrücke-Linthal).
Tra il 2021 e il dicembre 2023, le Ferrovie Federali Svizzere hanno aggiornato a doppio binario 2,8 chilometri della linea tra Uznach e Schmerikon. Ciò ha comportato il rinnovo dei ponti sui fiumi Ernetschwilerbach e Aabach e di tre passaggi a livello, la costruzione di un quarto binario a Uznach e il miglioramento dell'accesso alla stazione di Uznach. I costi, pari a circa 55 milioni di franchi, sono stati finanziati dal governo federale.

## Caratteristiche
La linea, a scartamento normale, è lunga 24,98 km. La linea è elettrificata a corrente alternata monofase con la tensione di 15.000 V alla frequenza di 16,7 Hz; la pendenza massima è dell'8 per mille. È a binario unico, tranne che per la tratta Schmerikon-Uznach, a binario doppio dal 2023.

### Percorso
| Continuation backward |

| Station on track |

|  | Unknown route-map component "ABZgl" | Unknown route-map component "CONTfq" |

|  | Unknown route-map component "ABZgl" | Unknown route-map component "CONTfq" |

| Stop on track |

| Unknown route-map component "eBHF" |

| Station on track |

| Station on track |

|  | Unknown route-map component "ABZgl" | Unknown route-map component "CONTfq" |

| Station on track |

| Station on track |

| Unknown route-map component "CONTgq" | Unknown route-map component "ABZg+r" |  |

| Station on track |

| Unknown route-map component "CONTgq" | Unknown route-map component "ABZgr" |  |

| Continuation forward |

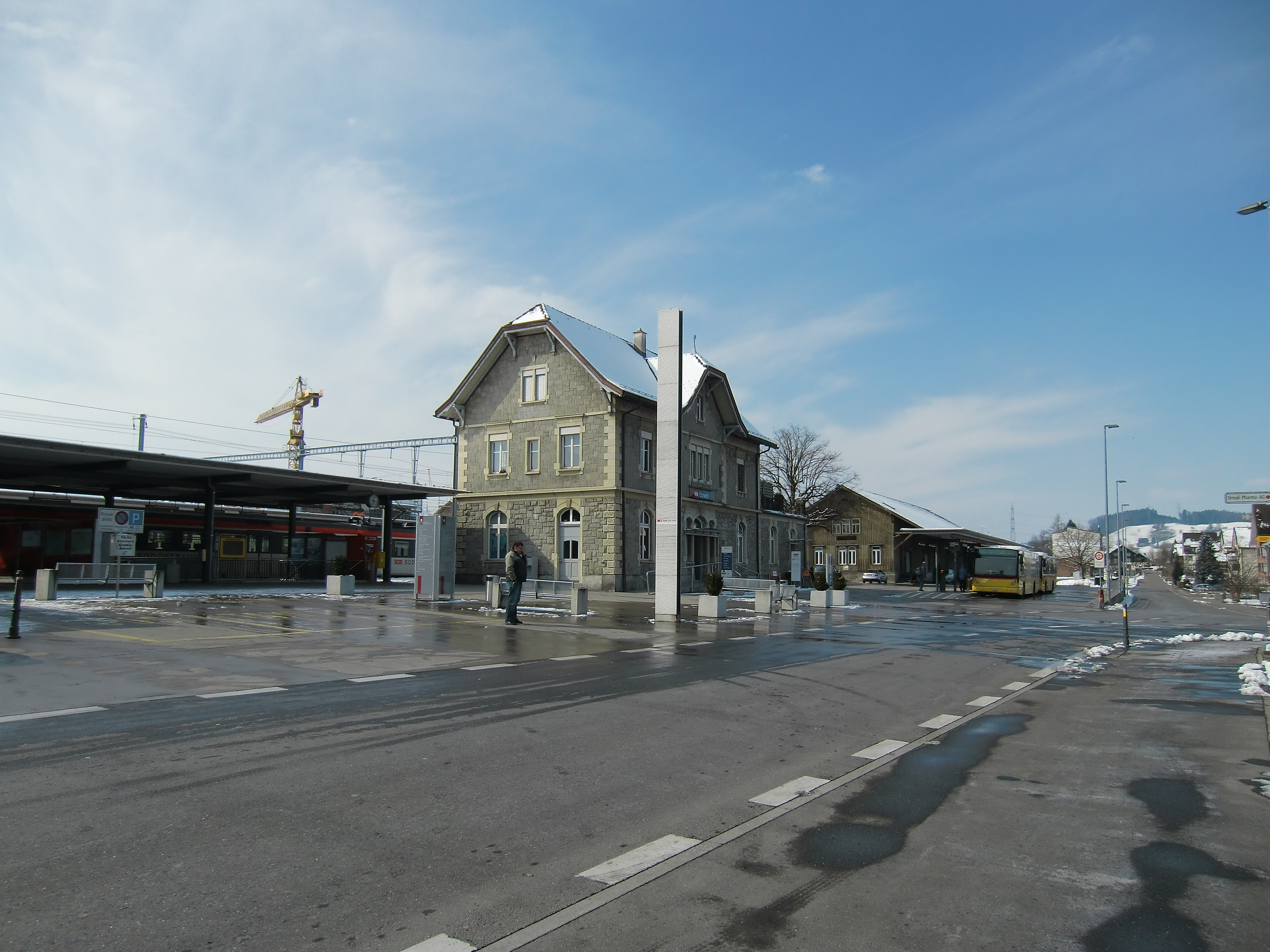
La stazione di Uznach

La linea parte dalla stazione di Rapperswil, nodo ferroviario sulle linee verso Zurigo, Pfäffikon e Wallisellen. Di lì costeggia il lago di Zurigo fino a Schmerikon, quindi tocca Uznach, da cui si dirama la linea per Wattwil. Da Uznach la linea prosegue in direzione sud-est verso Benken, toccando Schänis prima di arrivare a Ziegelbrücke, stazione di diramazione sulle linee per Linthal e per Sargans.